# Davids bospatrijs
Davids bospatrijs (Arborophila davidi) is een vogel uit de familie fazantachtigen (Phasianidae). De wetenschappelijke naam van de soort is voor het eerst geldig gepubliceerd in 1927 door Jean Delacour. De 'David' van de soortsaanduiding is André David-Beaulieu, een Franse koloniale ambtenaar die het type-exemplaar eerder dat jaar verzameld had.

## Voorkomen
De soort is endemisch in het zuiden van Vietnam.

## Beschermingsstatus
Op de Rode Lijst van de IUCN heeft de soort de status gevoelig.